# 京都新聞杯
京都新聞杯（きょうとしんぶんはい）は、日本中央競馬会（JRA）が京都競馬場で施行する中央競馬の重賞競走（GII）である。
京都新聞は、京都府京都市中京区に本社を置く新聞社。同社より寄贈賞の提供を受けている。
正賞は京都新聞杯。

## 概要

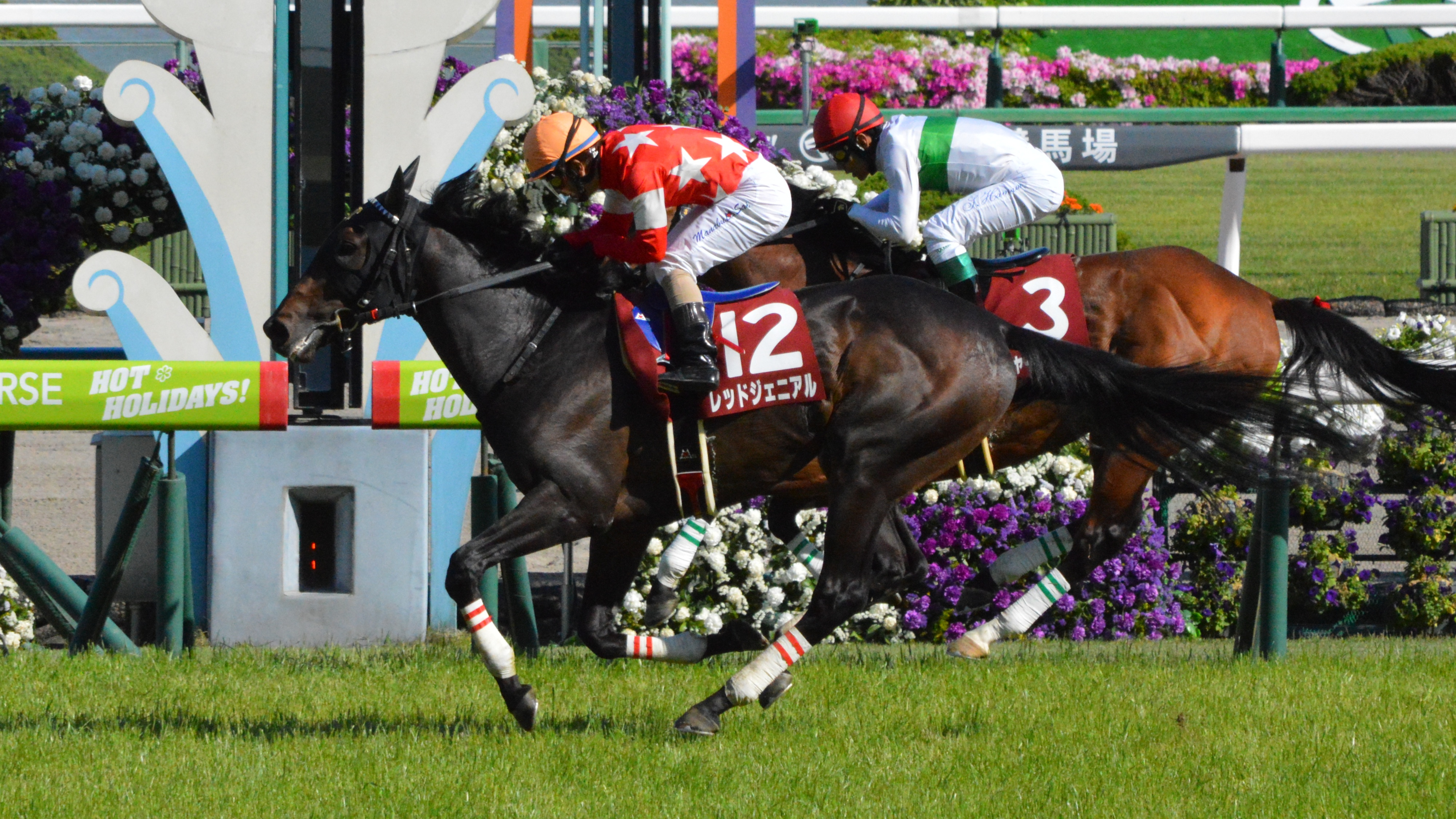
第67回京都新聞杯
優勝馬レッドジェニアル

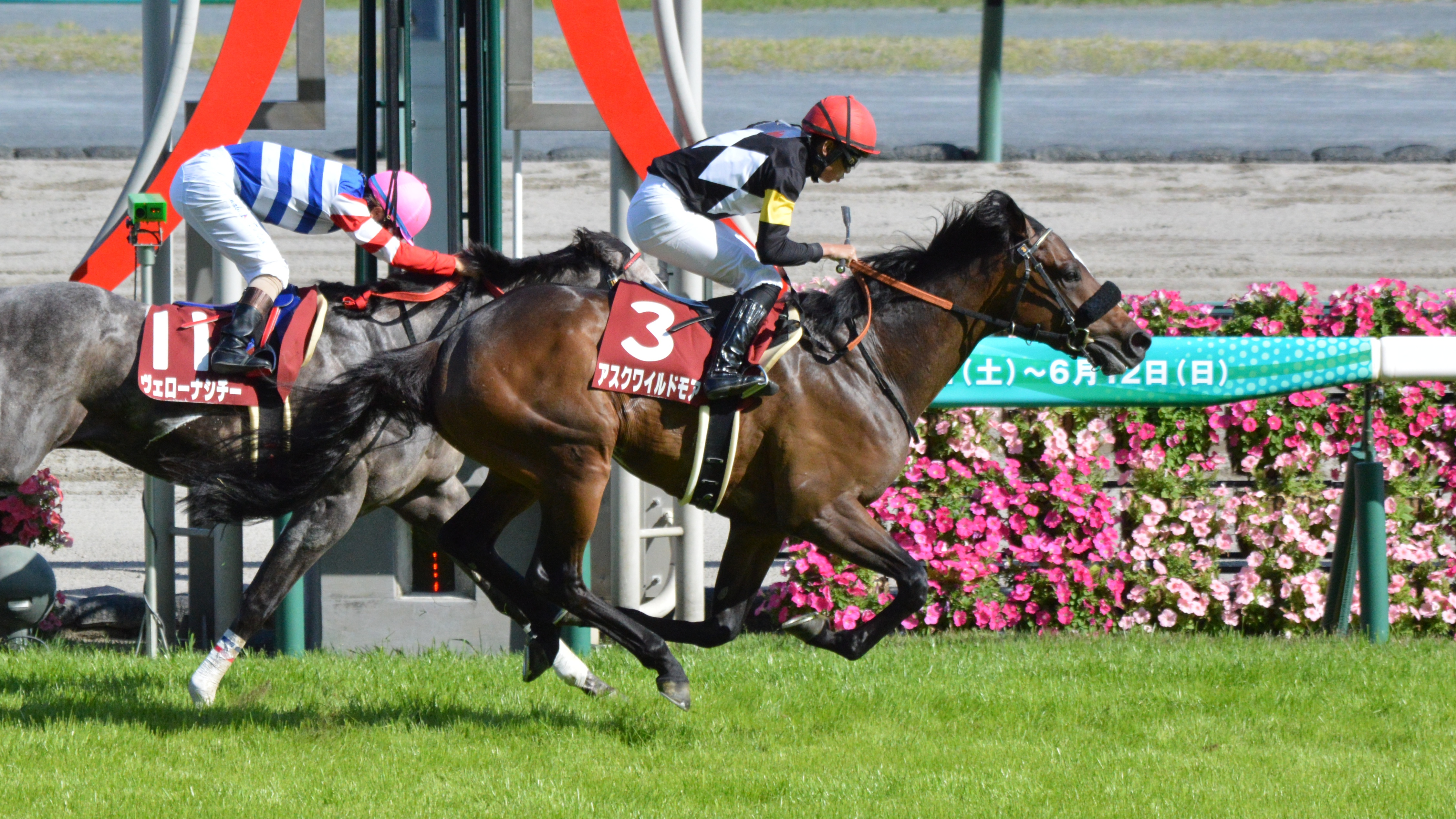
第70回京都新聞杯
優勝馬アスクワイルドモア

東京優駿（日本ダービー）の前哨戦として行われ、同競走の出走を目指す3歳馬が収得賞金の加算を狙って出走する。
1953年に菊花賞の前哨戦として「京都盃（きょうとはい）」の名称で創設された、4歳（現3歳）馬による重賞競走。1971年より現名称となった。
創設時は10月に京都競馬場の芝2400mで行われ、1967年から1999年まで菊花賞トライアルに指定された。距離や施行場・競走条件は幾度かの変遷を経て、グレード制の導入に伴いGIIに格付けされた1984年より芝2200mで行われるようになったが、2000年に菊花賞の施行時期が10月に繰り上げられると本競走は菊花賞トライアルの指定から外され、施行時期を5月に移設のうえ距離を芝2000mに短縮していたが、2002年より再び芝2200mに戻された（2000年はGIIIで施行された）。
地方競馬所属馬は1995年から、外国産馬は2000年からそれぞれ出走が可能になり、2009年からは外国馬も出走可能な国際競走となった。

### 競走条件
以下の内容は、2025年現在のもの。
出走資格：サラ系3歳
- JRA所属馬
- 地方競馬所属馬（後述）
- 外国調教馬（優先出走）

負担重量：馬齢（牡・せん57kg、牝55kg）
東京優駿（日本ダービー）のステップ競走に指定されており、地方競馬所属馬は東京優駿（日本ダービー）の出走候補馬（2頭まで）およびJRAで施行する2歳芝GI競走の優勝馬が優先出走でき、JRAで施行する3歳芝重賞競走の優勝馬にも出走資格がある。

### 賞金
2025年の1着賞金は5400万円で、以下2着2200万円、3着1400万円、4着810万円、5着540万円。

## 歴史
- 1953年 - 「京都盃」の名称で創設、京都競馬場の芝2400mで施行[2]。
- 1956年 - この年のみ3歳以上で施行（2年連続勝利のヤサカは4歳馬）。
- 1959年 - 「騎手災害基金競走」の副称をつけて施行[2]。
- 1967年 - 菊花賞トライアルに指定（1999年まで）[6]。
- 1971年 - 名称を「京都新聞杯」に変更[6]。
- 1984年 - グレード制施行によりGII[注 1]に格付け[6]。
- 1995年 - 指定交流競走となり、地方競馬所属馬が出走可能になる[2]。
- 2000年
  - 施行時期を5月に変更[6]。
  - 菊花賞トライアルから除外[6]。
  - 混合競走に指定、外国産馬が出走可能になる[6]。
  - この年のみGIIIで施行（1着本賞金は4200万円）。
- 2001年 - GII[注 1]（1着本賞金も1999年と同額の5400万円）に戻す[6]。
- 2007年 - 日本のパートI国昇格に伴い、格付表記をJpnIIに変更。
- 2009年
  - 国際競走に変更され、外国調教馬が9頭まで出走可能となる[7][8]。
  - 格付表記をGII（国際格付）に変更[7][11]。
- 2020年 - COVID-19の感染拡大防止のため「無観客競馬」として実施[12]。
- 2021年 - 京都競馬場の整備工事に伴い、中京競馬場で施行（2022年も同様）[13]。

### 歴代優勝馬
コース種別を表記していない距離は、芝コースを表す。
優勝馬の馬齢は、2000年以前も現行表記に揃えている。
競走名は第18回まで「京都盃」、第19回以降は「京都新聞杯」。
| 回数   | 施行日         | 競馬場 | 距離  | 優勝馬             | 性齢 | タイム   | 優勝騎手        | 管理調教師 | 馬主                                       |
| ------ | -------------- | ------ | ----- | ------------------ | ---- | -------- | --------------- | ---------- | ------------------------------------------ |
| 第1回  | 1953年10月11日 | 京都   | 2400m | ダイサンホウシユウ | 牡3  | 2:32 2/5 | 上田三千夫      | 上田武司   | 上田清次郎                                 |
| 第2回  | 1954年10月3日  | 京都   | 2400m | ミネマサ           | 牡3  | 2:33 2/5 | 斉藤義美        | 伊藤正四郎 | 峯岸正                                     |
| 第3回  | 1955年9月25日  | 京都   | 2400m | ヤサカ             | 牡3  | 2:32 2/5 | 栗田勝          | 武田文吾   | 熊谷忠夫                                   |
| 第4回  | 1956年9月23日  | 京都   | 2000m | ヤサカ             | 牡4  | 2:04 4/5 | 浅見国一        | 武田文吾   | 熊谷忠夫                                   |
| 第5回  | 1957年9月23日  | 京都   | 1800m | ヨドサクラ         | 牝3  | 1:53 2/5 | 伊藤修司        | 伊藤勝吉   | 永田雅一                                   |
| 第6回  | 1958年9月21日  | 京都   | 1800m | ホウシユウサクラ   | 牡3  | 1:51 1/5 | 上田三千夫      | 上田武司   | 上田清次郎                                 |
| 第7回  | 1959年9月20日  | 京都   | 1800m | ウイルデイール     | 牡3  | 1:51.2   | 宇田明彦        | 星川泉士   | 浅野国次郎                                 |
| 第8回  | 1960年9月18日  | 京都   | 1800m | ヘリオス           | 牡3  | 1:49.9   | 大久保正陽      | 大久保亀治 | 加藤弘                                     |
| 第9回  | 1961年11月5日  | 京都   | 1800m | ミスケイコ         | 牝3  | 1:52.7   | 清田十一        | 伊藤勝吉   | 伊藤由五郎                                 |
| 第10回 | 1962年11月11日 | 京都   | 1800m | コレヒサ           | 牡3  | 1:50.6   | 森安重勝        | 尾形藤吉   | 千明康                                     |
| 第11回 | 1963年11月3日  | 京都   | 1800m | コウライオー       | 牡3  | 1:50.9   | 浅見国一        | 吉田三郎   | 高田政治                                   |
| 第12回 | 1964年11月1日  | 京都   | 1800m | バリモスニセイ     | 牡3  | 1:51.9   | 諏訪真          | 諏訪佐市   | 小杉咲枝                                   |
| 第13回 | 1965年10月31日 | 京都   | 1800m | キーストン         | 牡3  | 1:49.9   | 山本正司        | 松田由太郎 | 伊藤由五郎                                 |
| 第14回 | 1966年10月23日 | 京都   | 2000m | ハードイツト       | 牝3  | 2:02.5   | 簗田善則        | 坪重兵衛   | 吉田久博                                   |
| 第15回 | 1967年10月29日 | 京都   | 2000m | サトヒカル         | 牡3  | 2:04.0   | 栗田勝          | 大久保亀治 | 鴨常一                                     |
| 第16回 | 1968年10月27日 | 京都   | 2000m | タニノハローモア   | 牡3  | 2:05.5   | 宮本悳          | 戸山為夫   | 谷水信夫                                   |
| 第17回 | 1969年10月26日 | 京都   | 2000m | キングスピード     | 牡3  | 2:10.9   | 武田悟          | 夏村辰男   | 坂田綾子                                   |
| 第18回 | 1970年10月25日 | 京都   | 2000m | タマホープ         | 牡3  | 2:04.5   | 清水久雄        | 増本勇     | 増本孝一                                   |
| 第19回 | 1971年10月24日 | 京都   | 2000m | ニホンピロムーテー | 牡3  | 2:02.8   | 福永洋一        | 服部正利   | 小林保                                     |
| 第20回 | 1972年10月22日 | 京都   | 2000m | タイテエム         | 牡3  | 2:03.3   | 須貝四郎        | 橋田俊三   | （有）名鯛興業                             |
| 第21回 | 1973年10月21日 | 京都   | 2000m | トーヨーチカラ     | 牡3  | 2:08.3   | 田島良保        | 斉藤義美   | （有）トーヨークラブ                       |
| 第22回 | 1974年10月20日 | 京都   | 2000m | キタノカチドキ     | 牡3  | 2:03.7   | 武邦彦          | 服部正利   | 初田豊                                     |
| 第23回 | 1975年10月19日 | 京都   | 2000m | コクサイプリンス   | 牡3  | 2:06.2   | 井高淳一        | 稗田敏男   | 芦部凞仁                                   |
| 第24回 | 1976年10月24日 | 阪神   | 2000m | トウショウボーイ   | 牡3  | 2:02.2   | 福永洋一        | 保田隆芳   | トウショウ産業（株）                       |
| 第25回 | 1977年10月23日 | 京都   | 2000m | プレストウコウ     | 牡3  | 2:01.1   | 郷原洋行        | 加藤朝治郎 | 渡辺喜八郎                                 |
| 第26回 | 1978年10月22日 | 京都   | 2000m | メジロイーグル     | 牡3  | 2:01.6   | 河内洋          | 伊藤修司   | メジロ商事（株）                           |
| 第27回 | 1979年10月21日 | 中京   | 2000m | ファインドラゴン   | 牡3  | 2:00.9   | 南井克巳        | 内田繁三   | 吉田久博                                   |
| 第28回 | 1980年10月19日 | 阪神   | 2000m | オーバーレインボー | 牡3  | 2:07.0   | 佐々木晶三      | 中村武志   | 鳥居茂三                                   |
| 第29回 | 1981年10月18日 | 京都   | 2000m | サンエイソロン     | 牡3  | 2:00.8   | 小島太          | 古山良司   | 佐藤惣一                                   |
| 第30回 | 1982年10月24日 | 京都   | 2000m | ハギノカムイオー   | 牡3  | 2:02.8   | 伊藤清章        | 伊藤修司   | 日隈広吉                                   |
| 第31回 | 1983年10月23日 | 京都   | 2000m | カツラギエース     | 牡3  | 2:02.0   | 西浦勝一        | 土門一美   | 野出一三                                   |
| 第32回 | 1984年10月21日 | 京都   | 2200m | ニシノライデン     | 牡3  | 2:14.6   | 伊藤清章        | 伊藤修司   | 西山正行                                   |
| 第33回 | 1985年10月20日 | 京都   | 2200m | ミホシンザン       | 牡3  | 2:14.5   | 柴田政人        | 田中朋次郎 | 堤勘時                                     |
| 第34回 | 1986年10月19日 | 京都   | 2200m | タケノコマヨシ     | 牡3  | 2:14.3   | 伊藤清章        | 伊藤修司   | 梅原トモ                                   |
| 第35回 | 1987年10月18日 | 京都   | 2200m | レオテンザン       | 牡3  | 2:16.3   | 武豊            | 吉野勇     | 田中竜雨                                   |
| 第36回 | 1988年10月16日 | 京都   | 2200m | ヤエノムテキ       | 牡3  | 2:14.5   | 西浦勝一        | 荻野光男   | （有）富士                                 |
| 第37回 | 1989年10月15日 | 京都   | 2200m | バンブービギン     | 牡3  | 2:13.4   | 南井克巳        | 布施正     | 竹田辰一                                   |
| 第38回 | 1990年10月14日 | 京都   | 2200m | メジロライアン     | 牡3  | 2:12.3   | 横山典弘        | 奥平真治   | （有）メジロ牧場                           |
| 第39回 | 1991年10月13日 | 京都   | 2200m | ナイスネイチャ     | 牡3  | 2:15.6   | 松永昌博        | 松永善晴   | 豊嶌正雄                                   |
| 第40回 | 1992年10月18日 | 京都   | 2200m | ミホノブルボン     | 牡3  | 2:12.0   | 小島貞博        | 戸山為夫   | （有）ミホノインターナショナル             |
| 第41回 | 1993年10月17日 | 京都   | 2200m | ウイニングチケット | 牡3  | 2:13.3   | 柴田政人        | 伊藤雄二   | 太田美實                                   |
| 第42回 | 1994年10月16日 | 阪神   | 2200m | スターマン         | 牡3  | 2:12.1   | 藤田伸二        | 長浜博之   | 誓山正伸                                   |
| 第43回 | 1995年10月15日 | 京都   | 2200m | ナリタキングオー   | 牡3  | 2:11.4   | 藤田伸二        | 中尾謙太郎 | 山路秀則                                   |
| 第44回 | 1996年10月13日 | 京都   | 2200m | ダンスインザダーク | 牡3  | 2:14.1   | 武豊            | 橋口弘次郎 | （有）社台レースホース                     |
| 第45回 | 1997年10月12日 | 京都   | 2200m | マチカネフクキタル | 牡3  | 2:13.1   | 南井克巳        | 二分久男   | 細川益男                                   |
| 第46回 | 1998年10月18日 | 京都   | 2200m | スペシャルウィーク | 牡3  | 2:15.0   | 武豊            | 白井寿昭   | 臼田浩義                                   |
| 第47回 | 1999年10月17日 | 京都   | 2200m | アドマイヤベガ     | 牡3  | 2:12.3   | 武豊            | 橋田満     | 近藤利一                                   |
| 第48回 | 2000年5月6日   | 京都   | 2000m | アグネスフライト   | 牡3  | 1:59.8   | 河内洋          | 長浜博之   | 渡辺孝男                                   |
| 第49回 | 2001年5月4日   | 京都   | 2000m | テンザンセイザ     | 牡3  | 1:59.8   | 幸英明          | 藤原英昭   | 平野三郎                                   |
| 第50回 | 2002年5月3日   | 京都   | 2200m | ファストタテヤマ   | 牡3  | 2:12.5   | 安田康彦        | 安田伊佐夫 | 辻幸雄                                     |
| 第51回 | 2003年5月10日  | 京都   | 2200m | マーブルチーフ     | 牡3  | 2:15.4   | 池添謙一        | 田所清広   | 下村直                                     |
| 第52回 | 2004年5月8日   | 京都   | 2200m | ハーツクライ       | 牡3  | 2:11.9   | 安藤勝己        | 橋口弘次郎 | （有）社台レースホース                     |
| 第53回 | 2005年5月7日   | 京都   | 2200m | インティライミ     | 牡3  | 2:13.0   | 佐藤哲三        | 佐々木晶三 | （有）サンデーレーシング                   |
| 第54回 | 2006年5月6日   | 京都   | 2200m | トーホウアラン     | 牡3  | 2:14.8   | 藤田伸二        | 藤原英昭   | 東豊物産（株）                             |
| 第55回 | 2007年5月5日   | 京都   | 2200m | タスカータソルテ   | 牡3  | 2:13.5   | 岩田康誠        | 藤原英昭   | （株）社台レースホース                     |
| 第56回 | 2008年5月10日  | 京都   | 2200m | メイショウクオリア | 牡3  | 2:18.4   | 岩田康誠        | 西橋豊治   | 松本好雄                                   |
| 第57回 | 2009年5月9日   | 京都   | 2200m | ベストメンバー     | 牡3  | 2:13.0   | 四位洋文        | 宮本博     | 前田晋二                                   |
| 第58回 | 2010年5月8日   | 京都   | 2200m | ゲシュタルト       | 牡3  | 2:12.8   | 池添謙一        | 長浜博之   | 畑佐博                                     |
| 第59回 | 2011年5月7日   | 京都   | 2200m | クレスコグランド   | 牡3  | 2:13.5   | 武豊            | 石坂正     | 堀川三郎                                   |
| 第60回 | 2012年5月5日   | 京都   | 2200m | トーセンホマレボシ | 牡3  | 2.10.0   | C. ウィリアムズ | 池江泰寿   | 島川隆哉                                   |
| 第61回 | 2013年5月4日   | 京都   | 2200m | キズナ             | 牡3  | 2:12.3   | 武豊            | 佐々木晶三 | 前田晋二                                   |
| 第62回 | 2014年5月10日  | 京都   | 2200m | ハギノハイブリッド | 牡3  | 2:11.0   | 秋山真一郎      | 松田国英   | 日隈良江                                   |
| 第63回 | 2015年5月9日   | 京都   | 2200m | サトノラーゼン     | 牡3  | 2:11.0   | 川田将雅        | 池江泰寿   | 里見治                                     |
| 第64回 | 2016年5月7日   | 京都   | 2200m | スマートオーディン | 牡3  | 2:12.6   | 戸崎圭太        | 松田国英   | 大川徹                                     |
| 第65回 | 2017年5月6日   | 京都   | 2200m | プラチナムバレット | 牡3  | 2:15.2   | 浜中俊          | 河内洋     | （株）ノルマンディーサラブレッドレーシング |
| 第66回 | 2018年5月5日   | 京都   | 2200m | ステイフーリッシュ | 牡3  | 2:11.0   | 藤岡佑介        | 矢作芳人   | （株）社台レースホース                     |
| 第67回 | 2019年5月4日   | 京都   | 2200m | レッドジェニアル   | 牡3  | 2:11.9   | 酒井学          | 高橋義忠   | （株）東京ホースレーシング                 |
| 第68回 | 2020年5月9日   | 京都   | 2200m | ディープボンド     | 牡3  | 2:11.7   | 和田竜二        | 大久保龍志 | 前田晋二                                   |
| 第69回 | 2021年5月8日   | 中京   | 2200m | レッドジェネシス   | 牡3  | 2:11.2   | 川田将雅        | 友道康夫   | （株）東京ホースレーシング                 |
| 第70回 | 2022年5月7日   | 中京   | 2200m | アスクワイルドモア | 牡3  | 2:09.5   | 岩田望来        | 藤原英昭   | 廣崎利洋HD（株）                           |
| 第71回 | 2023年5月6日   | 京都   | 2200m | サトノグランツ     | 牡3  | 2:14.1   | 川田将雅        | 友道康夫   | 里見治                                     |
| 第72回 | 2024年5月4日   | 京都   | 2200m | ジューンテイク     | 牡3  | 2:11.2   | 藤岡佑介        | 武英智     | 吉川潤                                     |
| 第73回 | 2025年5月10日  | 京都   | 2200m | ショウヘイ         | 牡3  | 2:14.7   | 川田将雅        | 友道康夫   | 石川達絵                                   |